# Барандатское угольное месторождение
Барандатское угольное месторождение — угольное месторождение в Тисульском районе Кемеровской области России. Входит в Канско-Ачинский угольный бассейн.
Открыто в 1959 году, гидрогеологами Г. Г. Поздняковым, Н. П. Павленко. Геологоразведочные работы проходили с 1960 по 1963 гг.
Угли месторождения малосернисты, обладают невысокой зольностью, пригодны для использования в теплоэнергетике и в качестве химического сырья.
Разведанные запасы, состоящие на гос. балансе — 11,2 млрд тонн.